# 천공전기 슈라토의 등장인물 목록
다음은 천공전기 슈라토의 등장인물 목록이다.

## 천공 팔부
히다키 슈라토 (슈라토)
성우 - 세키 토시히코/강수진
본 애니메이션의 주인공. 사자의 갑주를 두르고 무기는 삼고저를 장비한 천공계 천공 팔부의 수라왕이다. 천년전 데바 신족과 아수라 신족과의 전투 속에서 사망하면서 데바 신족의 수장인 브라흐마에 의해 야차왕의 영혼과 함께 지상계로 환생한다.
쿠로키 가이 (가이)
성우 - 코야스 타케히토/김민석
수라왕 히다키 슈라토의 친한 친구. 슈라토와 함께 이세계에 소환된다. 

## 데바 신족
라크슈
성우 - 미즈타니 유코/김은아
본 애니메이션의 영웅. 슈라토가 처음으로 만난 천공인으로 슈라토가 좋아하는 메가데레 캐릭터.
비슈누
성우 - 시마모토 스미/김혜미
천공계의 유지와 조화를 맡는 여신. 